# Bolivie aux Jeux olympiques d'hiver de 1988
La Bolivie participe aux Jeux olympiques d'hiver de 1988, qui ont lieu à Calgary au Canada. Ce pays, représenté par six athlètes en ski alpin, prend part aux Jeux d'hiver pour la quatrième fois de son histoire. Ce pays ne remporte pas de médaille.

## Délégation
Le tableau suivant montre le nombre d'athlètes boliviens dans chaque discipline :
| Sport     | Hommes | Femmes | Total |
| --------- | ------ | ------ | ----- |
| Ski alpin | 6      | 0      | 6     |
| Total     | 6      | 0      | 6     |

## Résultats

### Ski alpin
Hommes
| Athlète              | Épreuve      | Manche 1      | Manche 2      | Total         | Total |
| Athlète              | Épreuve      | Temps         | Temps         | Temps         | Rang  |
| -------------------- | ------------ | ------------- | ------------- | ------------- | ----- |
| Enrique Montano      | Slalom géant | DSQ           | –             | DSQ           | –     |
| Jaime Bascon         | Slalom géant | DSQ           | –             | DSQ           | –     |
| Guillermo Avila      | Slalom géant | DSQ           | –             | DSQ           | –     |
| José-Manuel Bejarano | Slalom géant | 1 min 39 s 50 | DNF           | DNF           | –     |
| Enrique Montano      | Slalom       | 1 min 44 s 04 | 1 min 23 s 37 | 3 min 07 s 41 | 53    |
| Luis Viscarra        | Slalom       | 1 min 30 s 45 | 1 min 23 s 93 | 2 min 54 s 38 | 50    |
| Manuel Aramayo       | Slalom       | 1 min 24 s 85 | 1 min 17 s 46 | 2 min 42 s 31 | 46    |
| Guillermo Avila      | Slalom       | 1 min 16 s 57 | 1 min 07 s 83 | 2 min 24 s 40 | 38    |

DSQ = Disqualifié
DNF = N'a pas terminé